# Paesi africani di lingua ufficiale portoghese

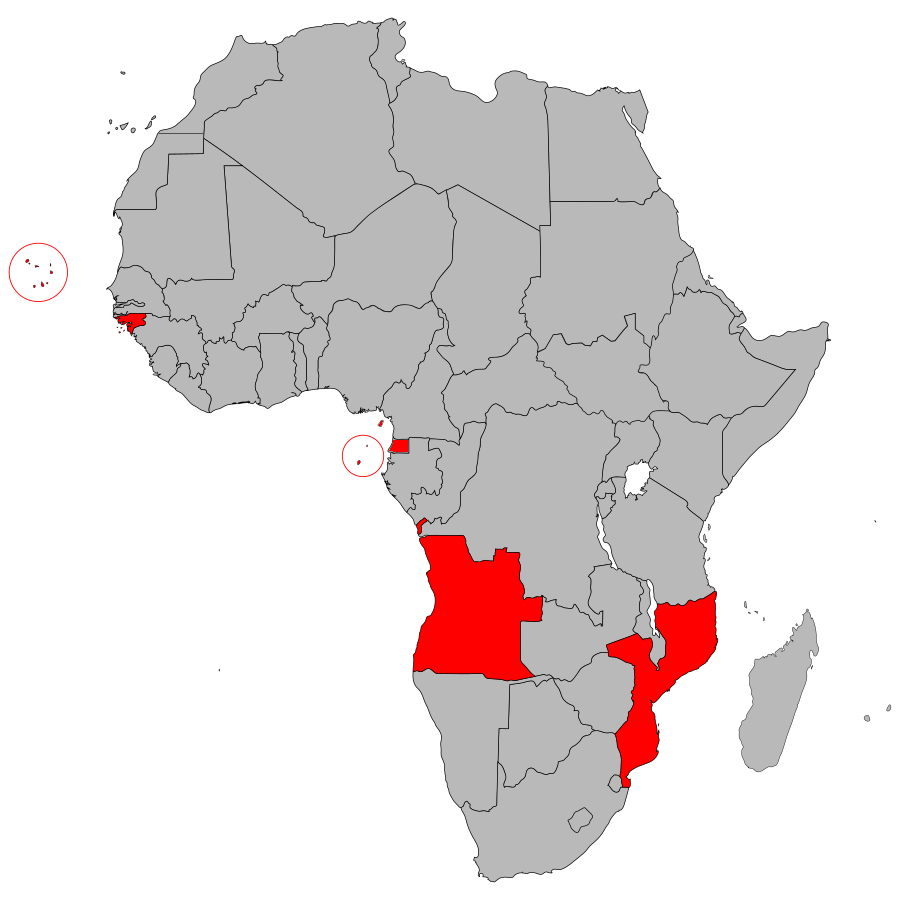
I paesi aderenti al PALOP, evidenziati in rosso

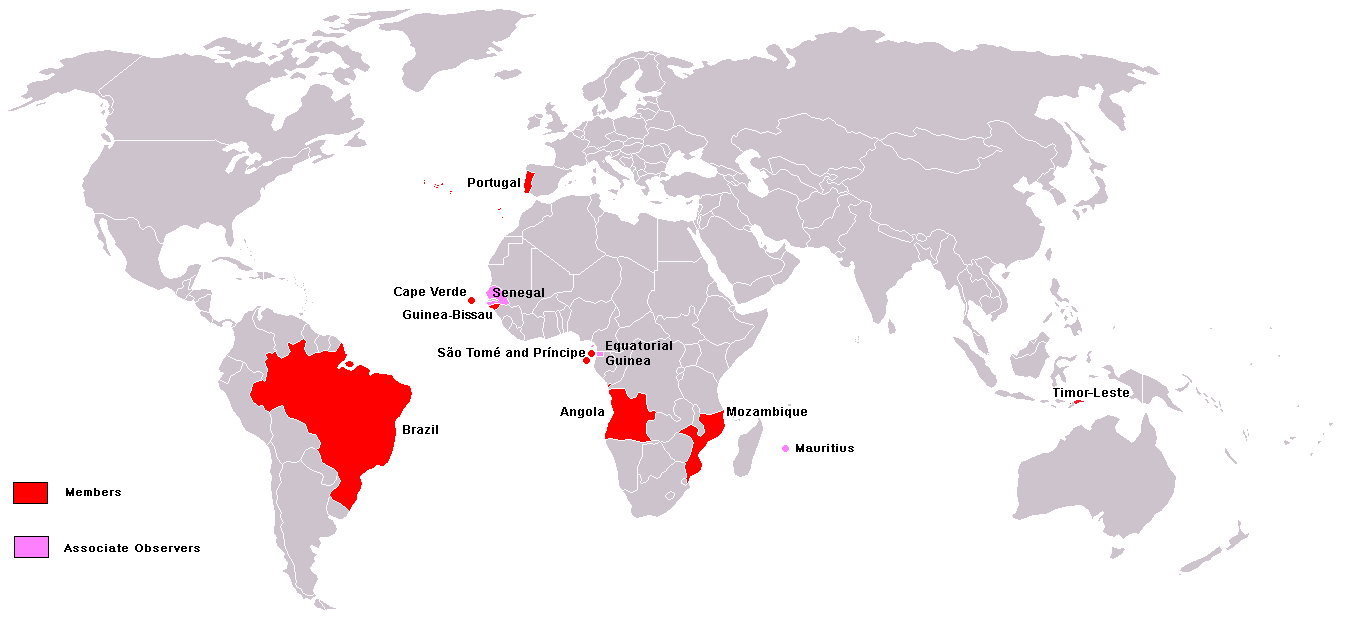
Membri del Comunità dei Paesi di Lingua Portoghese (CPLP).

Con Paesi africani di lingua ufficiale portoghese, o PALOP (derivante dall'acronimo del nome in lingua portoghese Países Africanos de Língua Oficial Portuguesa) ci si riferisce al gruppo delle 6 nazioni africane dove la lingua ufficiale è il portoghese: Angola, Capo Verde, Guinea-Bissau, Mozambico, São Tomé e Príncipe e la Guinea Equatoriale.
I PALOP fanno parte della Comunità dei Paesi di lingua portoghese.
Cinque di queste nazioni africane sono ex colonie dell'impero portoghese, che ottennero l'indipendenza negli anni 1970, poco dopo la rivoluzione dei garofani del 1974 a Lisbona. Diversamente da queste, la Guinea Equatoriale, un'ex colonia spagnola, ha adottato il portoghese come terza lingua ufficiale nazionale nel 2011, puntando ad essere accettata all'interno del CPLP.
I Paesi del PALOP hanno numerosi protocolli di interscambio con il Portogallo, l'Unione europea e con il Brasile, e ricevono aiuti nei campi della cultura, dell'istruzione e dello sviluppo della lingua portoghese.

## Paesi membri
- Angola
- Capo Verde
- Guinea-Bissau
- Guinea Equatoriale
- Mozambico
- São Tomé e Príncipe